# Луковка (Алтайский край)
Луковка — село в Панкрушихинском районе Алтайского края России. Административный центр Луковского сельсовета.

## География
Село расположено в северо-западной части Алтайского края, на Приобском плато, на расстоянии примерно 9 км (по прямой) к северо-северо-западу (NNW) от села Панкрушиха, административного центра района. Абсолютная высота — 211 м над уровнем моря.

### Климат
Климат континентальный, средняя температура января составляет −18,7 °C, июля — 22 °C. Годовое количество атмосферных осадков — 465 мм.

## Население
| 1926 | 1997 | 1998 | 1999 | 2000 | 2001 | 2002 |
| ---- | ---- | ---- | ---- | ---- | ---- | ---- |
| 1883 | ↘871 | →871 | ↘788 | ↗809 | ↗815 | ↘797 |
| 2003 | 2004 | 2005 | 2006 | 2007 | 2008 | 2009 |
| ↗802 | ↘794 | ↘760 | ↘754 | ↘748 | ↗749 | ↘739 |
| 2010 | 2011 | 2012 | 2013 |      |      |      |
| ↘722 | ↘717 | ↘703 | ↘699 |      |      |      |

### Национальный состав
Согласно результатам переписи 2002 года, в национальной структуре населения русские составляли 85 %.

## Улицы
- пер. Крупской,
- ул. Ленинская,
- ул. Набережная,
- ул. Центральная,
- ул. Школьная[8].

## Инфраструктура
В селе функционируют средняя общеобразовательная школа, фельдшерско-акушерский пункт, дом культуры, библиотека, отделение Почты России и филиал Славгородского отделения Сбербанка России.

## Известные уроженцы
- Пестерев, Георгий Иванович (1918—1995) — советский военнослужащий, старшина, Герой Советского Союза.